# Агнес Мурхед
Агнес Мурхед (на английски: Agnes Moorehead) е американска актриса.

## Биография
Агнес Робъртсън Мурхед е родена на 6 декември 1900 година в Клинтън, Масачузетс. Тя е дъщеря на бившата певица Мери (родена Макколи; 1883 – 1990), която е на 17 години, когато е родена, и презвитерианския духовник Джон Хендерсън Мурхед (1869 – 1938). Тя е от английски, ирландски, шотландски и уелски произход. По-късно Мурхед твърди, че е родена през 1906 година, за да изглежда по-млада за актьорски роли. Тя си спомня, че прави първото си публично представление на тригодишна възраст, когато чете Господнята молитва в църквата на баща си. Семейството се премества в Сейнт Луис, Мисури и амбицията ѝ да стане актриса нараства. Мурхед и по-малката ѝ сестра Пеги (родена Маргарет Ан; 1906 – 1929) се занимават с имитиране, това се прави на масата за вечеря и имитират енориашите на баща им. Те са допълнително насърчени от забавните му реакции. Мурхед рядко говори за сестра си след самоубийството ѝ на 23-годишна възраст.
Като млада жена Мурхед се присъединява към хора на Общинската оперна компания на Сейнт Луис. В допълнение към интереса си към актьорството, тя развива интерес през целия живот към религията. В по-късните години актьори като Дик Сарджънт припомнят пристигането на Мурхед на снимачната площадка с „Библията в едната ръка и сценария в другата“.

### Кариера
Ранната кариера на Мурхед е нестабилна и въпреки че успява да намери сценична работа, тя често е безработна. По-късно тя си спомня, че е прекарала четири дни без храна и казва, че това я е научило на „стойността на всеки един долар“. Тя намира работа в радиото, често работи по няколко програми в рамките на един ден. Тя вярва, че това ѝ предлага отлично обучение и ѝ позволява да развива гласа си, за да създава разнообразни характеристики. Мурхед се срещна с актрисата Хелън Хейс, която я насърчава да участва във филми, но първите ѝ опити са посрещнати с неуспех, Мурхед се връща в радиото.
Последвалата 41-годишна нейна кариера включва работа в радио, театър, кино и телевизия. Тя е най-известна с ролята си на Ендора в телевизионния сериал „Омагьосан“, но също така е имала забележителни роли във филми, включително „Гражданинът Кейн“, „Великолепните Амбърсън“, „Тъмния пасаж“, „Всичко, което небето позволява“, „Покажи лодката“ и „Тихо... Тихо, мила Шарлот“.
Мурхед рядко играе главни роли, но уменията ѝ за развитие на характера и обхвата ѝ донасят една награда Еми и две награди Златен глобус за най-добра поддържаща актриса в допълнение към номинациите за четири награди Оскар за най-добра поддържаща женска роля и шест награди Еми. Тя е първата жена, която е домакин на церемонията по връчване на Оскарите. Преходът към телевизията ѝ печели признание в драмата и комедията. Тя е способна да играе много различни типове, но най-често приема ролите на високомерни, арогантни героини.

### Личен живот
През 1930 година Мурхед се омъжва за актьора Джон Грифит Лий. Развеждат се само година след като осиновяват момче на име Шон през 1952 година. След това тя се омъжва за актьора Робърт Гист през 1954 година и се развежда с него през 1958 година.
Сексуалността на Мурхед е обект на много спекулации и спорове. Редица статии, които се появяват в периодични издания в алтернативната преса, я определят като лесбийка. В интервю тя загатва еднополовата си ориентация, докато е идентифицирала редица други холивудски актриси, които „са се радвали на лесбийски или би отношения“. Близката нейна приятелка Деби Рейнълдс заявява категорично, че Мурхед не е лесбийка. В автобиографията на Рейнълдс се споменава слухът и се посочва, че е тръгнал „злонамерено“ от един от съпрузите на Мурхед по време на развода им. Дългогодишният приятел и продуцент на Мурхед Пол Грегъри се съгласява с оценката. Куинт Бенедети, дългогодишният служител на Мурхед, който е гей, също заявява, че Мурхед не е лесбийка и приписва историята на честите клюки и подмятане на слухове на Пол Линде.
Мурхед рядко говори публично за политическите си убеждения, но подкрепя както Франклин Делано Рузвелт (тя играе Елинор Рузвелт няколко пъти в течение на кариерата си), така и нейния близък приятел Роналд Рейгън за кандидатурата му за губернатор на Калифорния през 1966 година.

### Смърт
Агнес Мурхед умира от рак на матката на 30 април 1974 година в Рочестър, Минесота, на 73 години. Мурхед може да е развила рак от радиоактивни отпадъци от тестове на атмосферни атомни бомби, докато прави „Завоевателя“ с Джон Уейн в Сейнт Джордж, Юта. Няколко членове на продукцията, както и самият Уейн, Сюзън Хейуърд, Педро Армендарис (починал от самоубийство) и неговият директор Дик Пауъл, по-късно развиват ракови заболявания. Актьорите и екипът наброяват 220 души. До края на 1980 година, както е установено от „Пийпъл“, 91 от тях са развили някаква форма на рак, а 46 са починали от болестта.
Погребана е в крипта в Дейтън Мемориал Парк в Дейтън, Охайо. През 1994 година тя е посмъртно въведена в Алеята на славата на Сейнт Луис.

## Избрана филмография
| Година | Филм                     | Оригинално заглавие       | Роля              | Режисьор              |
| ------ | ------------------------ | ------------------------- | ----------------- | --------------------- |
| 1941   | Гражданинът Кейн         | Citizen Kane              | Мери Кейн         | Орсън Уелс            |
| 1942   | Великолепните Амбърсън   | The Magnificent Ambersons | Фани Минафер      | Орсън Уелс            |
| 1951   | Четиринадесет часа       | Fourteen Hours            | Кристин Хил Козик | Хенри Хатауей         |
| 1962   | Как беше завладян Запада | How the West Was Won      | Ребека Прескот    | Хатауей, Форд, Маршал |